# 4th of July
«4th of July» — третій та фінальний сингл третього студійного альбому шотландської авторки-виконавиці Емі Макдональд — «Life in a Beautiful Light». Сингл вийшов 22 жовтня 2012.

## Список композицій
| Цифрове завантаження | Цифрове завантаження | Цифрове завантаження | Цифрове завантаження | Цифрове завантаження |
| #                    | Назва                | Автор слів           | Продюсер             | Тривалість           |
| -------------------- | -------------------- | -------------------- | -------------------- | -------------------- |
| 1.                   | «4th of July»        | Amy Macdonald        | Pete Wilkinson       | 3:48                 |

## Музичне відео
2 жовтня 2012 Макдональд повідомила, що знаходиться на зйомках музичного відео для свого третього синглу. 24 жовтня 2012 відбувся офіційний реліз музичного відео на каналі співачки на YouTube.

## Виступи наживо
26 жовтня 2012 Макдональд виступила із піснею під час програми This Morning.

## Чарти
Сингл не увійшов до жодного чарту.